# Vittorio Tracuzzi
(Ninni Gebbia)
Vittorio Tracuzzi (San Filippo del Mela, 2 gennaio 1923 – Bologna, 21 ottobre 1986) è stato un cestista e allenatore di pallacanestro italiano.
È stato commissario tecnico sia della nazionale italiana maschile che di quella femminile e ha inoltre vinto quattro titoli italiani e una Coppa delle Coppe.
A lui è stato intitolato il PalaTracuzzi, impianto di pallacanestro di Messina.
La sua opera di formatore e di allenatore è stata raccolta da Gaetano Gebbia nel volume La pallacanestro di Vittorio Tracuzzi.

## Carriera

### Giocatore
Era un giocatore spigoloso, imprevedibile, sfrontato. Sportivo a tutto tondo, ebbe anche occasione di giocare a pallanuoto nei suoi rientri estivi in Sicilia: nel 1951, da esempio, giocò con la Thalatta Messina, in un campionato in cui arbitrava peraltro Concetto Lo Bello, che sarebbe diventato famoso nel calcio.

#### Club

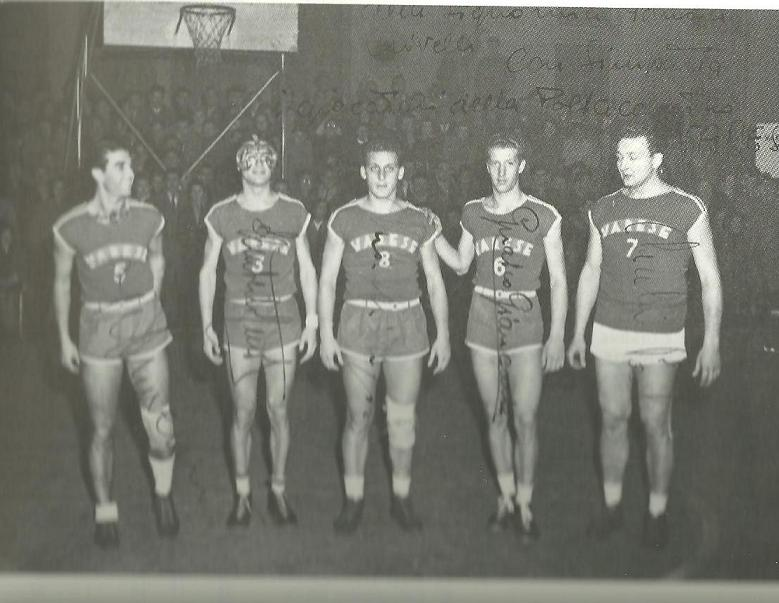
Pallacanestro Varese 1952-1953, da sinistra, Tracuzzi, Turolla, Marelli, Gualco e Checchi

Nel 1937-1938 partecipa ad alcuni tornei locali con la Gioventù Italiana del Littorio del rione Berta, per poi unirsi alla G.I.L. Messina per partecipare alla Prima Divisione, con cui è promosso in Serie B. Nell'agosto 1938 veste la maglia della G.I.L. Gattuso, vincitrice della Coppa V Fiera di Messina, ed è considerato la «rivelazione del torneo». Nel 1938-1939 e nel 1939-1940 rimane a giocare nella G.I.L. Messina, che partecipa al campionato di Divisione Nazionale B della sua categoria (non federale, quindi). In ambito federale, gioca nella Messinese in Prima Divisione 1939-1940. Esordisce nella Serie B federale nel 1940-1941, con il G.U.F. Messina, con cui gioca anche nel 1941-1942.
In squadra a Messina aveva anche Cesare Lo Forte, a cui sarebbe stato dedicato un torneo, e Vittorio Currò, poi allenatore al Giglio Bianco. Nel 1945 è alla Peloro e poi a Palermo. Nel 1946 raggiunge Roma: prima con il P.T.T. quindi con la Ginnastica Roma gioca in Serie A. Dal 1948 è alla Pallacanestro Varese, di cui diviene allenatore, pur continuando a giocare. Anche nella Virtus Bologna ricopre il doppio ruolo giocatore-tecnico.
Ogni tanto ritorna in Sicilia, dove disputa un'amichevole con la Cestistica Messina.

#### Nazionale
Nel 1941 ha giocato con una Rappresentativa G.I.L. Nazionale in una tournée in Cecoslovacchia.
Ha esordito nella nazionale italiana il 28 aprile 1947, in occasione di Italia-Albania 60-15, prima partita degli Europei di Cecoslovacchia 1947 a Praga. L'Italia si classificò nona e Tracuzzi giocò da titolare. Il commissario tecnico era Elliott Van Zandt, che sgrezzò Tracuzzi e i suoi compagni lavorando sui fondamentali.
Il cestista disputò anche l'Olimpiade Londra 1948, il Trofeo Mairano 1949, il Torneo Internazionale di Nizza 1950 e l'Europeo Francia 1951. Lasciò la nazionale l'8 marzo 1952, al termine di Italia-Belgio 31-43, dopo quasi cinquanta partite.

### Allenatore
(Gianfranco Lombardi)

Tracuzzi con Sofia Vinci

La partita successiva sulla panchina azzurra si sedette proprio lui. Subentrò a Giancarlo Marinelli come commissario tecnico dopo il secondo Trofeo Mairano. Diresse l'Italia per il torneo preolimpico e l'Olimpiade di Helsinki (Marinelli partì con lui come suo vice, ma gli azzurri chiusero con un deludente 17º posto), per il terzo trofeo internazionale di Istanbul, l'Europeo URSS 1953 e il quarto trofeo di Istanbul. Nel 1954 gli subentrò Francesco Ferrero.
Contemporaneamente, aveva già intrapreso la carriera di allenatore in A1 con il Varese. Dal 1948 al 1954 è coach dei lombardi, con cui ottiene un secondo posto nel 1948-49. Nel 1953-54 vince anche uno scudetto con le ragazze della Bernocchi Legnano. Nel 1954-55 è alla Virtus Minganti Bologna, con cui vince subito lo scudetto e fa il bis la stagione dopo. Nei quattro campionati successivi, la Virtus Bologna è sempre vicecampione, cambiando sponsor nel 1958 (da Minganti a Oransoda). Nel biennio 1960-1962 è ingaggiato dalla Levissima Cantù, con cui conclude due campionati al quarto posto.
Nel 1962 torna a Varese e conquista lo scudetto 1963-64, cinque secondi posti e la Coppa delle Coppe 1966-67, con un intermezzo nel 1965-66, dove allena la U.S. Olimpia Cagliari, sfiorando la promozione in serie A. Nel 1968 è al Milano 1958, per un biennio d'alta classifica anche se fu esonerato nel 1970 per il crollo improvviso della squadra. Concluse con un altro biennio alla Norda Virtus Bologna, lasciando definitivamente l'A1 nel 1972. Per quattro anni, dal 1972 al 1976, allenò la Junior Casale Monferrato. Poi allenò la Viola Reggio Calabria e la Cestistica Messina. Il ritorno nella città che lo ha lanciato nella pallacanestro avviene in seguito a un accordo tra le due società locali principali per affrontare una Serie B competitiva; la squadra si salva nella seconda fase e Tracuzzi allena anche la formazione del locale C.U.S., che porta alle finali nazionali.
Dopo un periodo con la Nazionale juniores, tra il 1981 e il 1985 ritornò alla Nazionale, ma quella femminile.

## Eredità
Dal 5 gennaio 2010 è entrato a far parte dell'Italia Basket Hall of Fame. Le finali nazionali Under-19 femminili sono dedicate alla sua memoria.
Nel 2017 il Comune di Reggio Calabria gli ha intitolato la strada di fronte alla biglietteria del PalaCalafiore nel quartiere Pentimele.

## Palmarès
- Coppa delle Coppe: 1

Pall. Varese: 1966-67
- Campionato italiano: 3

Virtus Bologna: 1954-55, 1955-56
Pall. Varese 1963-64
- Campionato italiano: 1

Bernocchi Legnano 1953-54